# Franz Krieger (Fotograf)
Franz Krieger (geboren 11. Januar 1914 in Salzburg; gestorben 3. August 1993 ebenda) war ein österreichischer Geschäftsmann und Fotograf. Sein Fotoarchiv umfasst 35.000 Fotos, insbesondere aus der Zeit des Nationalsozialismus.

## Leben
Franz Krieger studierte bis 1935 an der Hochschule für Welthandel und arbeitete nebenher ab 1932 als freier Fotoreporter, so bei den Salzburger Festspielen, wo er Filmstars wie Marlene Dietrich und Hans Albers fotografierte und die Ankunft von Adolf Hitler. 1937 erhielt er den Gewerbeschein als Pressefotograf und arbeitete in der Wiener Niederlassung von Heinrich Hoffmann. Nach dem Anschluss Österreichs beantragte er die Aufnahme in die NSDAP und wurde rückwirkend zum 1. Mai 1938 aufgenommen (Mitgliedsnummer 6.343.777). Am 20. März 1938 trat er der SS bei (SS-Nummer 386.868). Im November 1938 fotografierte er die Novemberpogrome, Bücherverbrennungen und den Boykott jüdischer Geschäfte.
Während des Zweiten Weltkriegs wurde er als Fotograf der Propaganda-Einheit Reichsautozug „Deutschland“ an die Ostfront abgeordnet. Er kam bis ins zerstörte Minsk, wo er Gefangene und das Minsker Ghetto fotografierte. Seine Frau und seine Tochter wurden bei alliierten Bombenangriffen auf Salzburg getötet. Nach dem Krieg übernahm er in Salzburg die Eisen- und Waffenhandlung seines Vaters. Er fotografierte den Wiederaufbau von Salzburg, meldete aber erst 1956 wieder ein Fotografengewerbe an.

## Einzelbelege
1. ↑  Bundesarchiv R 9361-III/107622
2. ↑  Bundesarchiv R 9361-III/107622
3. ↑  Marc Pitzke: Bilderfund. In: Spiegel Online. 22. Juni 2011, abgerufen am 27. Januar 2024.
4. ↑  Mark Pitzke: Letzter Akt für das Nazi-Artefakt, Spiegel online, 17. Oktober 2011

| Personendaten    | Personendaten             |
| ---------------- | ------------------------- |
| NAME             | Krieger, Franz            |
| KURZBESCHREIBUNG | österreichischer Fotograf |
| GEBURTSDATUM     | 11. Januar 1914           |
| GEBURTSORT       | Salzburg                  |
| STERBEDATUM      | 3. August 1993            |
| STERBEORT        | Salzburg                  |